# Paraibano
Paraibano est une municipalité brésilienne située dans l'État du Maranhão.